# سيري بيردانا
سيري بيردانا هو المقر الرسمي لرئيس وزراء ماليزيا، ويقع في بوتراجايا، ماليزيا.

## تاريخ
بدأ البناء في عام 1997 وتم الانتهاء منه في عام 1999. يتشارك المبنى في الهندسة المعمارية المماثلة لمبنى بيردانا بوترا. أول من سكن هذا المنزل كان مهاتير محمد، يليه عبد الله أحمد بدوي، نجيب رزاق، مهاتير محمد للمرة الثانية، محيي الدين ياسين، إسماعيل صبري يعقوب، وأنور إبراهيم.

## مرافقه
- قاعة كبار الشخصيات.[3]
- قاعة الاجتماعات.
- سوراو.
- قاعة الحفلات.
- البيت الرئيسي لرئيس الوزراء.
- مكتب الإدارة.
- منزل الربع.
- الحديقة الجنوبية.[4]
- الحديقة الشمالية.